# Литература Афганистана
Литература Афганистана — литературные произведения, созданные на языках пушту и фарси на территории современного Афганистана. Они являются частью общественно-культурного развития и традиций пуштунов и таджиков населяющих эти земли.
В результате многовекового культурного влияния Персии на Афганистан в настоящее время афганский язык (пушту) в основном вытеснен персидским и используется преимущественно живущими в малодоступных горных долинах и находящегося в меньшей зависимости от экономических и культурных центров.

## Характер афганской литературы
Родо-племенной, тейповый уклад жизни, сохранившийся до наших дней, наложил специфический отпечаток на развитие литературного процесса в Афганистане. Одна из особенностей литературного процесса — его двуязычие. На пушту, который является родным для людей, живущих в горах и на возвышенностях, крестьянами и ремесленниками создавались в основном устные произведения, которые пользуются популярностью и по сей день. Язык дари (диалект фарси) являлся языком афганской знати и просвещённых кругов. На нём было написано большинство произведений феодально-аристократической литературы, ориентированной на персидский классический канон. В Афганистане в соответствии с арабской традицией хорошим тоном у знати считались занятия литературой. Эти занятия повышали общественный престиж литераторства, но они не способствовали появлению профессиональных писателей, ориентированных на литературное новаторство. Афганские писатели и поэты часто были религиозными или общественными деятелями, а их литературное творчество в значительной степени подчинялось задачам политической или религиозной борьбы.

## Устное творчество
Устные афганские литературные произведения до конца не изучены, однако известно, что они достаточно полно отражают быт и характер афганцев. Формы устных афганских произведений более разнообразны, чем письменных.
Создатели устной словесности — странствующие поэты-профессионалы, часто неграмотные, исполняют свои произведения под аккомпанемент ребаба (струнные инструменты) и до самостоятельного публичного выступления проходят своеобразную школу «ученичества» под руководством опытных известных певцов. Все они — выходцы преимущественно из крестьян, ремесленников и т. д.
В устной афганской литературе выделяют:
- Лирические любовные песни, которые в отдельных случаях поднимаются до значительного художественного уровня. Исполняются в заимствованных из Персии и Индии формах «газель» и «мисра», многие поэтические образы и сравнения так же заимствованы .
- Исторические песни, которые ранее играли роль своеобразной прессы, поскольку в них находило отражение каждое из значительных событий Афганистана. Так, например, собранные Дж. Дармстетером песни иллюстрируют политическую жизнь Афганистана более чем за полвека. Используемая форма исторической песни — «чарбайта» — весьма близка к различным вариантам персидского «мусаммат».
- Романтические легенды являются в основном перепевами персидских и индусских сюжетов.
- Остальные виды фольклора: обрядовые песни, причитания, пословицы, загадки и т. д. остаются богатейшим материалом для изучения.

## Письменные произведения
Письменная литература на афганском языке появляется с XV века с увеличением роли, которую Афганистан стал играть в истории (афганские династии: Лоди, Сур, восстания племен хаттаков под предводительством Хушаль-хана Хаттака против Великого Могола, Аурангзеба, эпоха индийских походов Ахмад-шаха и т. д.).

### Первые произведения — XV—XVI века
Автором первой, написанной на пушту книги (история завоевания юсуфзаями области Сват) считается шейх Мали (XV век).
Начало же афганской литературы связывают с именем мистика-«коммуниста», Баязида Ансари, или иначе Пир Рошана (1585-), основавшего религиозную секту рошани — ветвь суфизма, боровшегося с официальным ортодоксальным суннизмом. Последователи этой секты в дальнейшем сыграли важную роль в объединении афганских племён. Далее они подверглись не менее жестокому гонению и истреблению, чем «маздакиты» в Персии в 528 до н. э..
Долгое время считалось, что никакие литературные произведения Баязида Ансари не сохранились, однако благодаря усилиям учёных на сегодняшний день известны четыре его рукописи. Наибольший интерес представляет «Хай руль Байян» — «Преблагая весть», обнаруженная в библиотеке Тюбингенского университета, написанная на пушту со вставками рифмованной прозы на арабском, урду и дари.
«Хорпан» — критика Корана и многие другие произведения не сохранились, так как были уничтожены его противниками.
Внук Пир Рошана, Мирза Ансари (XVII век) — первый афганский поэт, произведения которого сохранились до нашего времени, находился всецело под влиянием персидского суфизма и персидских литературных форм, так же как и весьма популярный Абдаррахман (XVII век) и завоеватель Индии Ахмад-шах (1723—1772). Из поэтов светского направления выделяется выдающийся афганский поэт Хушаль-хан Хаттак, хаттакский князь (1613—1697).
Ахон Дарвеза, наиболее непримиримый из противников Пир Рошана, считается первым афганским писателем. Он также занимался воспитанием светских писателей-феодалов и был автором более 50 произведений.
Наиболее известна Афганская сокровищница — написанный на пушту катехизис, излагающий основы правоверного Ислама суннитского толка. В него включены стихотворные вставки и дополнения, сделанные сыновьями и внуками Ахуна Дарвезы. В эту книгу вошли и по сути первые фонетические работы по пушту — разбор особых афганских букв, а также тенденциозная, написанная частично на пушту, частично на дари краткая история жизни Баязида Ансари, резкая критика рошанистов и их сторонников как людей безнравственных, подрывающих устои общества; его критике подвергались даже народные развлечения — пляски и пение.
Не меньший интерес представляет произведение Махзани Авгани «История афганцев» или «Жизнеописания праведников и злодеев», написанное на фарси. Тенденциозно составленная история афганцев содержала в то же время и ценнейшие этнографические и исторические сведения об афганском фольклоре того времени — легенды, предания, описание образа жизни афганских племён и так далее.

## Литература XVI—XVII веков
Одновременно с вытеснением языка пашто персидским, последний становится языком афганской литературы и прессы. С конца XVIII века почти все афганские поэты пишут на персидском языке.
XVII век занимает особое место в истории афганского народа. Это был период, когда родоплеменные отношения у афганцев подверглись существенной ломке, значительно ускорился процесс феодализации, обострились социальные противоречия. На протяжении всего столетия афганцы продолжали томиться под гнётом иноземных правителей: на западе — шахов Ирана, на востоке — индийской империи Великих Моголов.
Недовольство народа все более усиливающейся эксплуатацией со стороны местных и чужеземных феодалов принимало активные формы и на рубеже XVI—XVII вв. вылилось в освободительную борьбу, которую возглавило религиозно оппозиционное движение рошанийцев. Движение было антифеодальным по своей направленности и отражало интересы широких масс, хотя нередко проходило под религиозными лозунгами.
Изменения в социальном укладе, вооружённые выступления крестьян против ханов и духовенства, патриотические устремления, вызревавшие в ходе борьбы с иноземными угнетателями, — все это не могло не оказывать существенного воздействия на формирование афганской литературы.
Сведения о ранних этапах истории литературы (вплоть до XV в.) чрезвычайно скупы и противоречивы. Письменные произведения на языке афганцев пушту долгое время смыкались с фольклором, чрезвычайно многообразным и специфическим, сохранившим непосредственные связи с литературой до наших дней. Наиболее достоверным среди ранних памятников письменной литературы на пушту является созданная в начале XV в. историческая хроника шейха Мали «Кадастровая книга» («Дафтар»). Однако собственно художественный опыт ещё не был накоплен и развит письменной традицией афганцев. Тем более значительным представляется вклад рошанийской школы в становление своей литературы.
Вполне естественным было стремление рошанийцев привлечь на свою сторону возможно большее число соплеменников, распространить основы созданного ими учения. Идеолог рошанийского движения Баязид Ансари (1525—1581) и его последователи, восприняв пантеистические взгляды суфиев, бросили вызов господствовавшим догмам ортодоксального ислама. Они признавали равенство всех людей перед богом, отстаивали права крестьян, считали, что любой член племени, кем бы он ни был по своему социальному положению, имеет право на лучшую жизнь не в потустороннем мире, а здесь, на земле. Наряду с безусловной антифеодальной направленностью, идеи рошанийцев были проникнуты наивными иллюзиями о возможности избавления народных масс от гнёта эксплуататоров при помощи некоего мессии, наделённого сверхъестественным могуществом.
Основные положения своего учения Баязид Ансари изложил в книге «Преблагая весть» («Хайр-уль-Байан»), написанной рифмованной прозой садж в своеобразной манере религиозных проповедей. Выбор саджа определялся, очевидно, не только творческими наклонностями автора, но и практическими соображениями — донести свои взгляды в такой форме, чтобы они могли быть восприняты на слух крестьянской аудиторией, для которой, естественно, недоступными были письменные произведения.
Но столь же закономерным было желание феодальной верхушки средствами литературы упрочить свои позиции в борьбе с рошанийским движением. Представитель высших клерикальных кругов Ахунд Дарвеза (1533—1638) резко осудил «еретические» взгляды рошанийцев. В книге «Сокровищница ислама» («Махзани ислам»), изобилующей злобными выпадами против Баязида Ансари, он пытался отстоять «чистоту» исламских доктрин, призывал свято чтить все предначертания Корана. Очевидно, не без влияния «Преблагой вести» Ахунд Дарвеза также избрал для своей книги форму рифмованной прозы.
В этой ожесточённой схватке враждующих между собой социальных группировок происходило формирование литературы афганцев, неизмеримо расширялись функции письменной литературы, возрастала её общественная значимость.
Движение рошанийцев было жестоко подавлено в первой половине XVII в. силами афганских феодалов и войск Великих Моголов. С разгромом этого движения была устранена серьёзная угроза крепнувшим позициям феодальных кругов. Но живучими оказались идеи рошанийцев, литературой был усвоен и развит дух свободолюбия и патриотизма, характерный для их произведений. Приверженцы рошанийского движения не только внесли в литературу демократическую струю, но и были зачинателями новых литературных стилей и жанров, используя при этом богатый творческий опыт, накопленный соседними, более развитыми литературами Востока.
Соседство афганцев с народами Ирана, Средней Азии и Индии оказало своё влияние на исторические судьбы Афганистана и способствовало тому, что афганская литература развивалась в тесном взаимодействии с литературой этих народов. Особенно ощутимым оказалось воздействие на творчество средневековых афганских поэтов и писателей огромного мира идей и образов классической фарсиязычной литературы, выработавшей в течение столетий устойчивые каноны, жанровые формы и стили.
Поэты-рошанийцы Арзани, Давлат Леванай и Мирза Ансари, внук Баязида, в поисках новых средств художественной выразительности обратились к арабо-персидской системе стихосложения аруз, восприняли и творчески перенесли на афганскую почву её характерные метрические модели и размеры. Проникновение в афганскую литературу новых стихотворных размеров, основанных на арузе, по-видимому, встречало сопротивление со стороны тех, кто придерживался старых поэтических традиций. Давлат Леванай резко осуждал «нерадивых» и «невежественных» поэтов, которым «недоступны размер стихов, порядок слов и стройный стиль». Но уже во второй половине XVII в. такие жанры, как рубаи, кыта (араб. ката), маснави, касыда, газель, покоящиеся на метрике аруза, становятся наиболее распространёнными в афганской письменной поэзии.
Воздействие творческого опыта фарсиязычной классики на афганскую литературу было столь значительным, что правомерными казались предупреждения относительно возможной нивелировки её самобытности. Заслуга в том, что этого не случилось, что сама литература, едва вступившая в пору своего созревания, переняв и восприняв навыки художественного мастерства у иноязычной поэзии, избрала самостоятельный путь, принадлежит некоторым видным афганским поэтам XVII в., среди которых особенно выделялся Хушхаль-хан Хаттак, правитель созданного в XVI в. первого в истории афганцев удельного княжества, выдающийся поэт-классик.
Хушхаль-хан Хаттак (1613—1688) был поэтом-воином. Пером и мечом он боролся против могольского владычества. Тема освободительной борьбы занимала важное место в его творчестве. В стихах его звучал призыв к объединению афганцев. В единстве племен видел поэт реальную возможность освободиться от власти Великих Моголов и создать независимое афганское государство. Впервые в истории литературы на пушту Хушхаль увидел в раздроблённых племенах единый афганский народ, связанный общностью исторического развития, единством языка и культуры.
Поэт оставил после себя огромное литературное наследие — свыше трёхсот произведений самого различного содержания, широкого жанрового диапазона; они отличаются простым языком и художественной выразительностью. В разработке поэтических жанров Хушхаль был достойным продолжателем поэзии рошанийцев, хотя и резко осуждал их взгляды. Освоение новых стихотворных форм не лишало произведения Хушхаля специфического, присущего афганской литературе колорита. Использовав метрические размеры аруза, Хушхаль создал образы, понятные большинству афганцев. Новаторство поэта особенно ярко проявилось в жанре газели на пушту, где заметно тяготение автора к приёмам и средствам афганской народной поэзии.
Хушхаль-хан был первым и наиболее крупным представителем светской феодальной поэзии афганцев. Значительный вклад в развитие литературы внесли его преемники. Поэтом-патриотом был его старший сын — Ашраф-хан Хиджри (1634—1694), избравший, как и отец, тернистый путь борьбы с Моголами. Незаурядным лирическим талантом обладал другой его сын, Абдулкадыр-хан (1651—1702), широко использовавший в стихах мистические образы и аллегории суфизма. Вслед за поэтами-суфиями Абдулкадыр проповедовал идею бренности человеческого существования, писал о возвышенной, «чистой» любви» к божеству. Известной поэтессой была Халима, дочь Хушхаля. Она перевела на пушту в стихах «Бустан» Саади.
Одним из самых последовательных проводников идей Хушхаль-хана в литературе на рубеже XVII—XVIII вв. был его внук Афзаль, автор известной хроники на пушту «Украшенная драгоценностями история» («Тарихи мурасса»), написанной в прозе с поэтическими фрагментами. В стихах Афзаля воплотились мечты феодальной верхушки о сильной государственной власти.
В афганской лирике конца XVII в. органично сочетались лучшие традиции фольклора и письменной литературы. Можно было бы назвать немало имен выдающихся поэтов этого периода расцвета лирики, но, очевидно, никто из них не мог бы соперничать с Абдуррахманом и Абдулхамидом, стихотворения которых вошли в золотой фонд афганской литературы. Выходцы из племени момандов, они не принадлежали к местной знати, но и не разделяли вольнодумства рошанийцев. И тот и другой, безусловно, находились под влиянием персоязычной литературы. Однако их творчество своеобычно.
Поэзия Абдуррахмана (1632—1708), пользующаяся огромной популярностью в Афганистане и в наши дни, пронизана оптимизмом и бодростью. Величайшей созидательной и жизнеутверждающей силой на земле поэт считает любовь:
Как солнцу молится земля,
Чтоб в ней проснулась сила,
Так сердце, радости моля,
Ждёт своего светила...
Без солнца, скучен и угрюм,
Ждёт своего светила ум.
Рахман-бабу от мрачных дум
Любовь освободила! 
(Перевод А. Адалис)
Не вражда людей друг к другу и не превосходство сильных над слабыми, а «взаимная любовь определяет, — по словам Абдуррахмана, — путь людей». Он полагал, что мир создан всевышним для любви и всем смертным нужно пользоваться этим даром Аллаха. И хотя его творчество во многом пронизано суфийскими мотивами, поэт воспел в своих произведениях вполне реальные, земные чувства простых людей.
Лирические стихи Абдулхамида (1660—1732) были значительно сложнее для восприятия, их форме свойственна нарочитая утончённость. Поэт видел мир в непрерывно меняющейся игре красок с многочисленными оттенками и переливами. По Абдулхамиду, красота управляет Вселенной. Эта концепция и была положена в основу его художественного творчества поэта-лирика. Большинство его произведений, изысканных и изящных, стройных и ажурно-легких, отличается высокой поэтической техникой. Однако рассчитаны они были скорее на тонкий вкус любителей-знатоков классической поэзии, чем на читателя из народа, которому они часто были недоступны. Эта тенденция к усложнению поэтических средств и образов, проявившаяся впервые достаточно отчетливо в творчестве Абдулхамида, получила дальнейшее развитие в стихотворениях афганских поэтов XVIII в.
В сложной обстановке усиления классовой и освободительной борьбы протекало развитие литературы на пушту в XVII в. Даже Хаттакское княжество, первое у афганцев феодальное объединение, существовало под эгидой могольских властей. Возросшее самосознание народа способствовало пробуждению литературы, а затем и её обновлению. Путь, пройденный афганской литературой в течение одного столетия, знаменовал собой важный этап в истории формирования национальной культуры афганцев.

## Литература XX века
Начало XX века, особенно годы после войны 1914—1918, когда Афганистану удалось добиться своего освобождения от Великобритании, отмечено усилением национального самосознания и стремлением к западной цивилизации со стороны прогрессивных, интеллигентско-буржуазных слоёв афганского общества, что отразилось на афганской литературе.
В эти годы заметна тенденция к возрождению афганского языка в литературе и изменение её значительной части. Газель, то есть небольшое стихотворение любовного содержания, оставалась таковой лишь по форме, так как любовные темы отходят на второй план, уступая место темам о пользе науки, школы, о любви к родине, независимости Афганистана, трезвой трудовой жизни и т. д.
В литературе тех лет находят отражение и текущие политические события: балканские войны, война 1914—1918, политика Англии по отношению к Афганистану, советско-афганский договор и прочее. Многие государственные деятели в то время были также поэтами, например, Махмуд Тарзи.
Языками афганской прессы в те годы были как персидский, так афганский (с преобладанием первого). Журналы и газеты издавались во всех значительных административных центрах: «Аман-и-Авган» (еженедельный журнал), «Хаккыкат», «Иблаг» (Кабул); «Тулуи Авган» (Кандагар), «Иттихад-и Машреки» (Джелалабад) и другие.
Выступая против феодальных устоев и пережитков прошлого, поэт, прозаик и переводчик Саид Рахан Захейли раскрывает драму судьбы пуштунки после смерти мужа — всеми отверженная она бросается в реку (рассказ «Юная вдова», 1917 год). Впервые в афганской литературе на пушту был поднят голос в защиту женщины. В 1939 году член Афганской академии лексикограф Мухаммад Рафик Кани предпринял попытку освоить жанр бытовой повести. В книге «Два любящих брата» он повествует о судьбах их вдов.
В середине XX века по сложившейся в Афганистане традиции, поэтами и писателями были государственные деятели — такие как Махмуд Тарзи и Нур Мухаммед Тараки. Писатель и переводчик Нур Мухаммед Тараки, возглавивший в 1978—1979 годах народно-демократическое правительство, до его политической карьеры был известен социально-бытовыми очерками на пашто и повествованиями о жизни беднейших слоев — крестьянства, ремесленников и рабочих — повести «Скитания Банга» (1958 год), «Спин» (1958 год), «Одинокий» (1962 год). Как переводчик, Тараки популяризовал в Афганистане произведения русской классической и советской литературы.